# (6388) 1989 WL1
(6388) 1989 WL1 es un asteroide perteneciente al cinturón de asteroides, región del sistema solar que se encuentra entre las órbitas de Marte y Júpiter, descubierto el 25 de noviembre de 1989 por Seiji Ueda y el astrónomo Hiroshi Kaneda desde el Kushiro Marsh Observatory, Hokkaido, Japón.

## Designación y nombre
Designado provisionalmente como 1989 WL1. 

## Características orbitales
1989 WL1 está situado a una distancia media del Sol de 2,592 ua, pudiendo alejarse hasta 2,971 ua y acercarse hasta 2,213 ua. Su excentricidad es 0,146 y la inclinación orbital 12,573 grados. Emplea 1524,04 días en completar una órbita alrededor del Sol.
Pertenece a la familia de asteroides de (15) Eunomia.

## Características físicas
La magnitud absoluta de 1989 WL1 es 12,70. Tiene 7,582 km de diámetro y su albedo se estima en 0,443. 